# 8-Bit Armies
8-Bit Armies ist ein Echtzeit-Strategiespiel, das von Petroglyph Games entwickelt und veröffentlicht wurde. Es erschien am 22. April 2016 für Microsoft Windows. Für die Konsolen Xbox One und PlayStation 4 erschien es am 21. September 2018. Es ist der erste Teil innerhalb der 8-Bit-Spielereihe.

## Spielprinzip
Das Spiel orientiert sich stark an dem Gameplay der ersten Command-&-Conquer-Teile. Es beinhaltet 25 Einzelspielermissionen ohne zusammenhängende Hintergrundgeschichte, die als Tutorial dienen und dem Spieler die Einheiten vorstellen. 10 Missionen lassen sich im Koop-Modus absolvieren. Der Mehrspielermodus erlaubt bis zu sieben Spieler. Im Skirmish kann gegen die KI geübt werden. Nahezu alle Objekte im Spiel sind zerstörbar.

## Entwicklung
Zahlreiche Entwickler waren an klassischen Spielen wie Command & Conquer: Der Tiberiumkonflikt oder Command & Conquer: Alarmstufe Rot beteiligt. Ziel der Entwicklung war es zu den Wurzeln des Genres zurückzukehren. Das Spiel sollte schnell, aber leicht verständlich sein. Ein vereinfachter Grafikstil und eine bunte Oberfläche sollte das Spiel zugänglicher für Neulinge machen. Die Klötzchengrafik sollte den Retro-Aspekt unterstreichen.
Eine zweite Fraktion wurde über einen kostenlosen Patch nachgereicht. Eine separate Kampagne der Fraktion erschien als kostenpflichtiges DLC. Zudem wurde nachträglich ein Karteneditor mit Anbindung an den Steam Workshop hinzugefügt. Kurze Zeit später erschien mit 8-Bit Hordes ein Nachfolger im Fantasy-Gewand. Mit 8-Bit Invaders erschien ein Ableger mit Science-Fiction-Thematik. Für die Konsolenversion wurden alle Ableger gebündelt und ein übergreifender Mehrspielermodus implementiert.

## Rezeption
Im Gegensatz zu anderen Command-&-Conquer-Klonen wie Act of Aggression fange 8-Bit-Armies das Flair der Klassiker hervorragend ein urteilte Marcel Kleffmann von 4Players. Dazu trägt auch der Soundtrack von Komponist Frank Klepacki bei. Die Gefechte seien rasant. Das Spiel wirke vom Umfang her jedoch wie ein unfertiger Early-Access-Titel. Die taktische Tiefe sei gering, der Hommage fehle es an Vielfalt und Abwechslung. Im Mehrspieler komme es zu Problemen und die kooperative Kampagne sei unglücklich gestaltet. Max Falkenstern von PC Games empfand die Steuerung als intuitiv und das Spielgefühl als nostalgisch bei stimmigem Spieltempo. Jedoch stellt sich schnell Ernüchterung ein, da Inhalte, die langfristig motivieren, fehlen. Die Kampagnen-Missionen beinhalten keine Skriptsequenzen, die Missionsziele seien wenig vielfältig. Benjamin Jakobs von Eurogamer empfahl es Einsteigern, da es auf Komplexität verzichte. Bei erfahrenen Spielern könne es mit Nostalgie punkten. Insgesamt fehle jedoch Charme und Einzigartigkeit, die die frühen Westwood-Studios-Spiele ausmachten.